# 1892 en el cinema
Aquest article és una llista d'esdeveniments sobre el cinema que es van produir durant el 1892.

## Esdeveniments

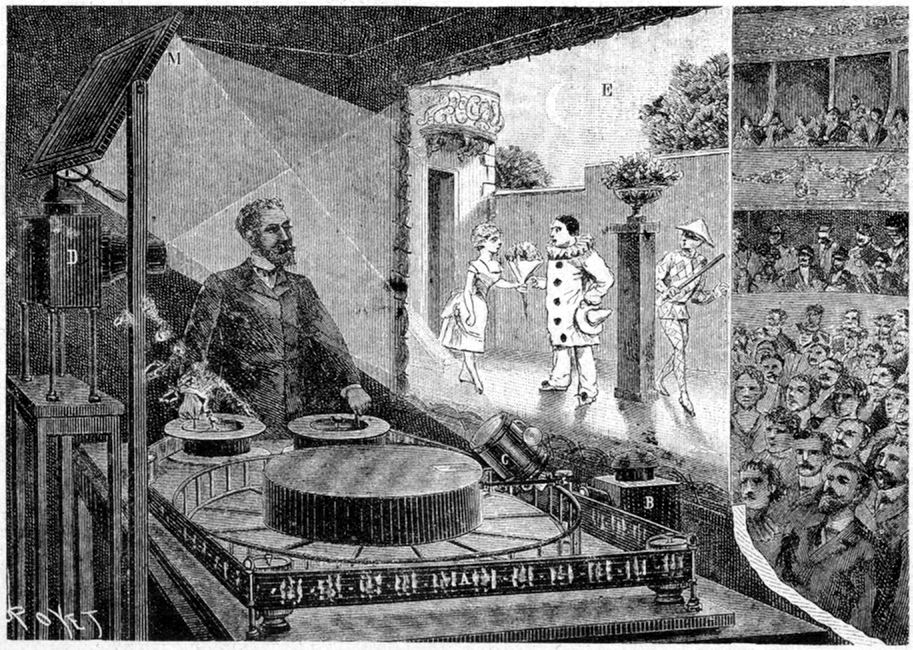
Projecció d'una pel·lícula al Théâtre Optique

- Es realitzen les revisions finals del quinetoscopi, incloent un transport vertical i una pel·lícula més ampla. Això esdevé de facto les especificacions tècniques del cinema mut del 1909.[1]
- Max Skladanowsky desenvolupa una càmera i grava les primeres imatges en aquest any, però el seu inusual format d'imatge entrellaçada finalment el deixa sense poder exhibir-lo fins que el projector Bioskop es completés a finals de 1895.
- 18 d'octubre – S'obre el Théâtre Optique, mostrant imatges en moviment projectades al públic en el Museu Grévin de París.

## Pel·lícules
- Le Clown et ses chiens, una pel·lícula animada perduda dirigida per Charles-Émile Reynaud.
- Pauvre Pierrot, una pel·lícula animada dirigida per Charles-Émile Reynaud.
- Un bon bock, una pel·lícula animada perduda dirigida per Charles-Émile Reynaud.
- Le prince de Galles, un curtmetratge documental sobre Eduard, Príncep de Gales dirigida per Louis Lumière.
- Fencing, dirigida per William K. L. Dickson.
- A Hand Shake, dirigida per William Heise i William K. L. Dickson.
- Man on Parallel Bars, dirigida per William K. L. Dickson.
- Wrestling, dirigida per William K. L. Dickson.
- Boxing, realitzada per la Edison Manufacturing Company.

## Naixements

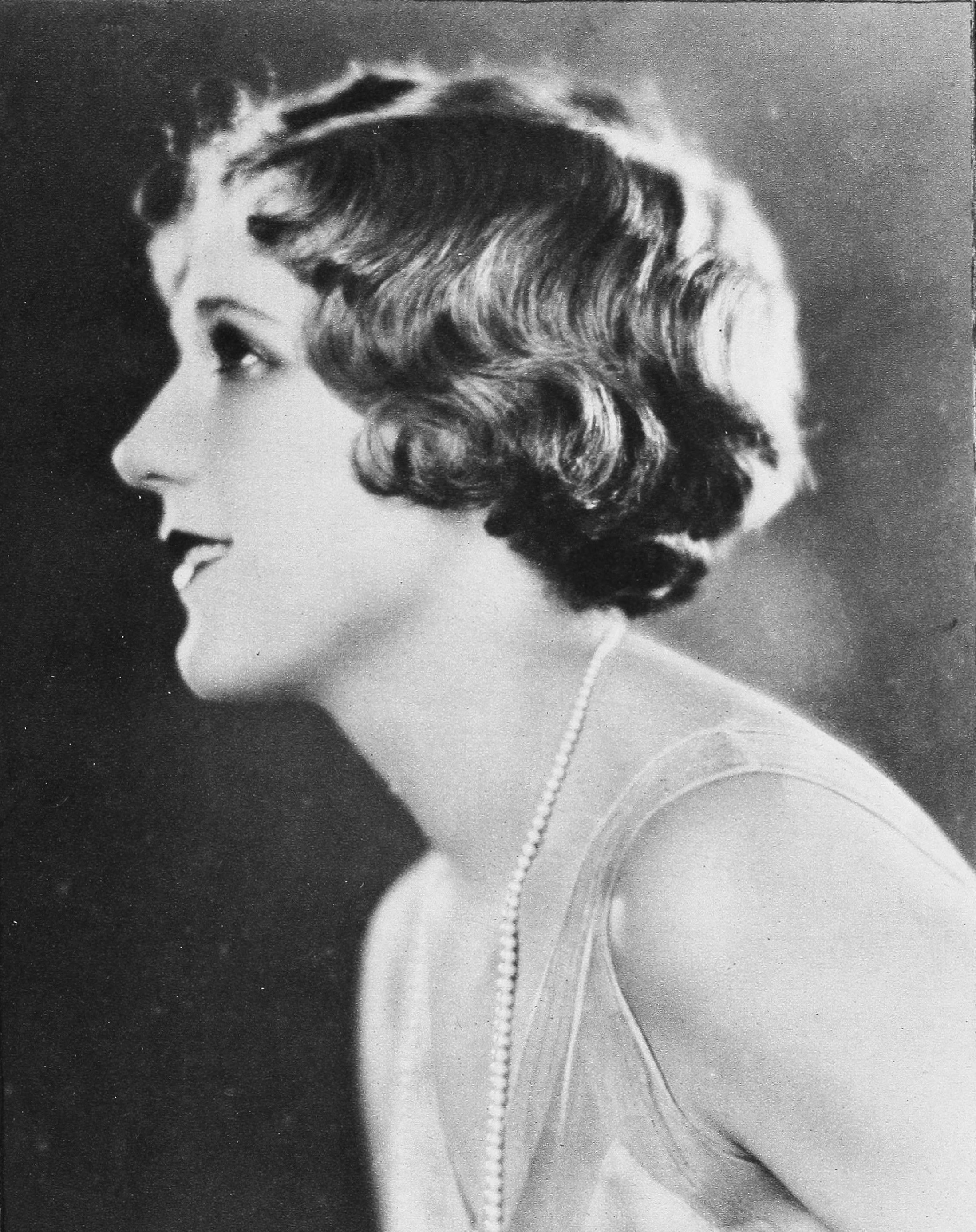
Mary Pickford

- 18 de gener – Oliver Hardy, actor de comèdia estatunidenc (d. 1957)
- 29 de gener – Ernst Lubitsch, director, productor, guionista i actor de cinema germanoestatunidenc (d. 1947)
- 31 de gener – Eddie Cantor, cantant i comediant estatunidenc (d. 1964)
- 10 de febrer – Alan Hale, actor i director de cinema estatunidenc (d. 1950)
- 27 de febrer – William Demarest, actor estatunidenc (d. 1983)
- 18 de març – Edith Storey, actriu estatunidenca (d. 1967)
- 27 de març – Dorrit Weixler, actriu alemanya (d. 1916)
- 2 d'abril – Jack L. Warner, fundador d'estudis de Hollywood estatunidenc (d. 1978)
- 8 d'abril – Mary Pickford, actriu estatunidenca d'origen canadenc, fundador d'estudis de cinema (d. 1979)
- 14 d'abril – Claire Windsor, actriu estatunidenca (d. 1972)
- 30 d'abril – Mildred Bright, actriu estatunidenca (d. 1967)
- 11 de maig – Margaret Rutherford, actriu de teatre, televisió i cinema britànica (d. 1972)
- 19 de maig – Barbara Tennant, actriu de cinema britànica
- 28 de maig – Minna Gombell, actriu de cinema i escenari estatunidenca (d. 1973)
- 13 de juny – Basil Rathbone, actor estatunidenc-sud-africà (d. 1967)
- 1 de juliol – Thomas Mitchell, actor estatunidenc (d. 1962)
- 10 de juliol – Slim Summerville, actor estatunidenc (d. 1946)
- 21 de juliol – Renée Jeanne Falconetti, actriu francesa (d. 1946)
- 28 de juliol – Joe E. Brown, actor i comediant estatunidenc (1973al)
- 29 de juliol – William Powell, actor estatunidenc (d. 1984)
- 2 de setembre – Dezső Kertész, actor i director de cinema hongarès (d. 1965)
- 9 de setembre – Tsuru Aoki, actriu estatunidenca d'origen japonès (d. 1961)
- 21 de setembre – Olof Ås, actor i director d'escena suec (d. 1949)
- 24 de setembre – Julia Faye, actriu estatunidenca (d. 1966)
- 28 de setembre – Ruth Stonehouse, actriu i directora de cinema estatunidenca (d. 1941)
- 25 d'octubre – Nell Shipman, actriu, guionista i productora estatunidenca (d. 1970)
- 10 de novembre – Mabel Normand, actriu estatunidenca (d. 1930)
- 24 de desembre – Ruth Chatterton, actriu estatunidenc (d. 1961)
- 29 de desembre – Aku Korhonen, actor finlandès (d. 1960)
- 30 de desembre – John Litel, actor de cinema i televisió estatunidenc (d. 1972)